# Cineforum italiano
Il Cineforum italiano, anche conosciuta con l'abbreviazione Cinit, è una Associazione laicale italiana non a scopo di lucro, apartitica e di orientamento cristiano e democratico, volta alla divulgazione cinematografica attraverso un metodo che fonde proiezioni di film e dibattiti.
L'associazione è delle 9 associazioni culturali senza scopo di lucro riconosciute a livello nazionale dal Ministero dei beni e delle attività culturali e del turismo – Direzione generale per il cinema nata all'interno del movimento dei Cine Club.